# Nòverca
Nòverca S.r.l. (abans e-Seed Telecommunications S.p.A.) és una empresa italiana de telecomunicacions que opera en el sector de la telefonia mòbil com a operador de xarxa virtual mòbil a la xarxa TIM.
Anteriorment part de Acotel Group, el 2016 es va vendre al Gruppo Telecom Italia, que el 2017 li va confiar el control de Kena Mobile.

## Història
L'empresa va ser fundada l'any 2000 amb el nom d'e-Seed per Angel Ventures de Gianfilippo Cuneo. Era una empresa que operava en el sector de la televisió interactiva.
L'any 2001 va ser adquirida, inicialment al 50% i posteriorment al 100%, pel Acotel Group.
L'any 2006 es va convertir en Nòverca (nom que deriva del motlle de NOVità, 'notícies' i ricERCA, 'recerca', i el logotip del qual és una estilització del nom amb la "o" que representa un home petit que fa una trucada telefònica), llançament de programari de missatgeria instantània i VoIP que explotava el protocol SIP.
L'any 2008 es va iniciar una col·laboració industrial entre el Acotel Group i el grup bancari Intesa Sanpaolo, que va suposar la compra per part d'Intesa Sanpaolo del 4,75% del capital social del Acotel Group, l'entrada d'Intesa Sanpaolo amb un 10% en l'estructura accionarial de Nòverca, i la constitució d'una nova societat anomenada Nòverca Italia en la qual Nòverca i Intesa Sanpaolo participaran respectivament amb un 66% i un 34% del capital social. Nòverca Italia operarà al mercat italià com a operador de xarxa virtual mòbil (MVNO).
L'estrena al mercat va tenir lloc el 30 de març de 2009. L'oferta, inicialment dedicada només als consumidors, es va ampliar als clients empresarials el maig de 2011.
Els prefixos de Nòverca SIM, anomenats Extended SIM, pertanyien a la cinquena dècada del 350 (és a dir, 350–5). En el període anterior a la conversió a Full MVNO, els prefixos emesos pertanyien a la setena dècada de 370 (és a dir, 370–7), ja que deriven d'aquells dels quals TIM (operador de suport) està assignat als seus ESP MVNO.
Es va posar a disposició la comercialització de la SIM Nòverca, així com des de la Web de l'operador, també des de la Web de Terrecablate i des de la Web Rabona Mobile (aquesta última venuda amb opcions ad hoc), també a través dels punts de venda SISAL i Lottomatica mitjançant la compra. d'un codi PIN donat a la seva comanda al mateix lloc, en absència de pagament amb targeta de crèdit.
Els modes de càrrega disponibles eren:
- des d'un telèfon mòbil, utilitzant el codi de recàrrega que es pot adquirir als punts SISAL i Lottomatica Servizi;
- amb serveis de banca mòbil;
- als caixers dels bancs del grup Intesa Sanpaolo;
- des del lloc mitjançant targeta de crèdit.

El maig de 2013 Intesa Sanpaolo va deixar l'empresa.
El 9 de gener de 2015, Telecom Italia i Nòverca van anunciar la cessió a TIM d'aproximadament 170.000 clients consumidors actius de Nòverca arran de la decisió de Nòverca de centrar-se exclusivament en les activitats de agregador de xarxa virtual mòbil (MVNA), integrant l'activitat ja existent de activador de xarxa virtual mòbil (MVNE).
A partir de l'1 de febrer de 2015, en virtut d'aquest acord, tots els clients de Nòverca es van convertir automàticament en clients de TIM, però van poder continuar utilitzant els serveis de Nòverca sense cap modificació fins al 7 de maig de 2015. Tots els clients van tenir l'oportunitat d'anar als punts de venda de TIM entre 4 febrer de 2015 i 2 de maig de 2015, portar el número en condicions favorables a una nova SIM TIM i continuar utilitzant els serveis de ràdio mòbil en condicions econòmiques pràcticament inalterables fins i tot després del cessament definitiu dels serveis a la SIM Nòverca, sense perjudici del dret del client a dur a terme la portabilitat a qualsevol altre operador en les condicions actuals, o bé desistir totalment i sense càrrec del contracte de subministrament de serveis de ràdio mòbil.
Des del 7 de maig de 2015, Nòverca ha deixat de prestar els seus serveis de comunicacions mòbils i personals als usuaris consumidors i empresarials, però ha continuat oferint serveis de comunicacions mòbils per a tots els contractes existents i futurs amb el món dels MVNO com a proveïdor de MVNA i MVNE.
L'1 de novembre de 2016 Nòverca es va vendre al Grup Telecom Italia i Nòverca Italia es va posar en liquidació.
A més de continuar amb les activitats de MVNE/MVNA, el 29 de març de 2017 Nòverca va llançar la marca Kena Mobile.

## Kena Mobile

Kena Mobile

Kena Mobile és un servei de telefonia mòbil ofert per l'operador de xarxa virtual mòbil italià Nòverca, pertanyent al Gruppo Telecom Italia, i que opera a la xarxa TIM.
El servei es va posar en marxa per a clients privats només el 29 de març de 2017, mitjançant la xarxa GSM-UMTS de TIM. El nom "Kena" prové del guerrer mitològic polinès del mateix nom.
El 14 de juliol de 2018, Kena Mobile va decidir crear una oferta per a la llar anunciant el servei "Kena Casa". De moment el servei només està disponible en algunes regions d'Itàlia i ofereix la possibilitat de connectar-se mitjançant Wi-Fi i navegar sense límits i sense línia fixa, utilitzant LTE. Les velocitats són de 30 Mbit/s de descàrrega i 3 Mbit/s de càrrega.
El servei s'encarrega de proporcionar accés a Internet FWA mitjançant l'ús de freqüències específiques per a WiMAX incloses en l'espectre entre 3,4 i 3,6 GHz, però davant la manca d'aquestes freqüències per part de Nòverca, l'empresa ha hagut de recórrer a un tercer per al seu servei de xarxa. , l'elecció del qual va recaure en Linkem.